# Liste der Baudenkmale in Woltzeten
Die Liste der Baudenkmale in Woltzeten enthält die nach dem Niedersächsischen Denkmalschutzgesetz geschützten Baudenkmale in dem ostfriesischen Ort Woltzeten, der zu der Gemeinde Krummhörn gehört. Die Quelle der Baudenkmale ist der Denkmalatlas Niedersachsen. Der Stand der Liste ist der 31. März 2024.

## Allgemein
In den Spalten befinden sich folgende Informationen:
- Lage: die Adresse des Baudenkmales und die geographischen Koordinaten. Kartenansicht, um Koordinaten zu setzen. In der Kartenansicht sind Baudenkmale ohne Koordinaten mit einem roten Marker dargestellt und können in der Karte gesetzt werden. Baudenkmale ohne Bild sind mit einem blauen Marker gekennzeichnet, Baudenkmale mit Bild mit einem grünen Marker.
- Bezeichnung: Bezeichnung des Baudenkmales
- Beschreibung: die Beschreibung des Baudenkmales. Unter § 3 Abs. 2 NDSchG werden Einzeldenkmale und unter § 3 Abs. 3 NDSchG Gruppen baulicher Anlagen und deren Bestandteile ausgewiesen.
- ID: die Objekt-ID des Baudenkmales
- Bild: ein Bild des Baudenkmales, ggf. zusätzlich mit einem Link zu weiteren Fotos des Baudenkmals im Medienarchiv Wikimedia Commons. Wenn man auf das Kamerasymbol klickt, können Fotos zu Baudenkmalen aus dieser Liste hochgeladen werden:

| Lage                                   | Bezeichnung               | Beschreibung | ID       | Bild |
| -------------------------------------- | ------------------------- | --- | -------- | ---- |
| Dorfgasse 1 53° 24′ 41″ N, 7° 5′ 30″ O | ehem. Pfarrhaus           | | 34669360 |      |
| Dorfring 19 53° 24′ 42″ N, 7° 5′ 25″ O | Wohnhaus                  | Ehemaliger Wohnteil eines Gulfhauses, Gulfscheune 1993 abgebrannt. Eingeschossiger Ziegelbau unter Satteldach, Blockrahmenfenster, Haustür und Dacheindeckung neu (Sanierung 2001). Gebäude im Kern 16. Jh. 1853. | 34669383 |      |
| Leege Weg 4 53° 23′ 55″ N, 7° 5′ 31″ O | Wohn-/ Wirtschaftsgebäude | | 48233568 | BW   |
| Roseneck 53° 24′ 41″ N, 7° 5′ 27″ O    | Kirche                    | Rechteckiger Saalbau in Backsteinbauweise mit verputztem Ostgiebel. Satteldach mit Dachreiter. Verwendung älterer Klosterformatsteine. 1727.                                                                      | 34669290 |      |
| Roseneck 53° 24′ 41″ N, 7° 5′ 27″ O    | Glockenturm               | Mittelalterlicher Glockenturm in Backsteinbauweise errichtet unter Satteldach. Ostseite mit niedrigem rundbogigem Eingang.                                                                                        | 34669314 |      |
| Roseneck 53° 24′ 41″ N, 7° 5′ 26″ O    | Friedhof                  | | 34669337 | BW   |
| Roseneck 53° 24′ 41″ N, 7° 5′ 27″ O    | Kirchwurt                 | | 34669405 | BW   |
| Roseneck 10 53° 24′ 40″ N, 7° 5′ 25″ O | Wohn-/ Wirtschaftsgebäude | | 51086154 | BW   |